# 岚县
38°16′46″N 111°40′16″E / 38.27944°N 111.67111°E
岚县是中国山西省吕梁市所辖的一个县。位于山西省吕梁地区东北部，东邻静乐，南连娄烦、方山，西靠兴县，北倚岢岚。总面积1514平方公里，总人口17.8万，农业人口占15.4万。位于省境中部西侧，吕梁北，忻州南，邻太原。海拔较高，地势平坦，最高海拔2275米，最低海拔1154米。属于国家级卫生县城﹑国家生态环境建设重点县、山西省生态建设红旗县、雁门关生态畜牧经济区项目县。

## 历史
岚县历史悠久。五六千年前，便有人类繁衍，春秋末年晋国在古城村建汾阳邑，汉属太原郡，三国时为新兴郡地，北魏时期县境为秀容郡，北魏末年高欢灭尔朱氏，置岚州。隋朝建岚城县，隋大业八年置岚城县属楼烦郡治，唐武德四年改称宜芳县，仍为岚州治，元至元二年州 、县并入管州，五年复置岚州，明洪武初年定名岚县至今，清代属太原府。

## 地理

### 地理位置
岚县位于山西省西北部，吕梁市东北端、汾河上游、龙凤山下、岚河北岸、岚城河西、上明河东，北面靠山，东、南、西四面环水。地理坐标为北纬38°05'00″-38°36′11″、东经111°21′43″-111°50′02″。东西宽约42公里，南北长约66.5公里，东邻静乐，南连娄烦、方山，西接兴县，北靠岢岚。岚县国土总面积1514平方公里，约占山西省总面积的0.97%，占吕梁市总面积的7.2%。

### 地形地貌
四面环山，中部丘陵起伏，由于长期流水切割，沟壑纵横，地形十分破碎。群山均属吕梁山脉，主要山峰西有白龙山，南有龙头山，北有饮马池山等，海拔均在2200米以上，其中白龙山高峻巍峨，坡陡河深，森林茂密，百草丛生，海拔2275米，为该县最高点，全县整个地势西北高而东南低，中、东部与静乐合成一个小盆地。

### 河流
岚县属于黄河流域境，内有岚河、岚漪河、蔚汾河等。其中以岚河最大。岚河主要支流有岚城河、普明河、上明河、顺会河和南川河全长51公里，流域面积1061平方公里，年径流量5628万立方米

### 气候
该县属温带大陆性气候，年均气温6.9℃，年有效积温2864℃，一月均温－8℃，七月均温22℃。年均降水457毫米，霜冻期为九月下旬至次年五月上旬，无霜期130天。最高温39.3℃（2009年6月22日），最低温－33℃（2002年12月26日）

## 行政区划
岚县下辖4个镇、8个乡：
东村镇、岚城镇、普明镇、界河口镇、土峪乡、上明乡、王狮乡、梁家庄乡、顺会乡、河口乡、社科乡、大蛇头乡和岚县普明工业园区。

## 交通
岚县交通颇为方便，忻（州）碛（口）干线公路贯穿县境东、南部，娄烦至兴县干线公路斜贯县境并通过县城。此外尚有以县城为中心，通往全县各乡镇的乡镇级公路多条。
主要交通有： 209国道、 337国道、省道岚古线、忻黑线、太佳高速公路和太兴铁路。

## 人口
2010年第六次全国人口普查岚县常住人口174180人。
根據第七次人口普查數據，截至2020年11月1日零時，嵐縣常住人口148315人。

## 经济
2015年，固定资产投资完成39.9亿元，同比增长14.9%;社会消费品零售总额完成10.2亿元;外贸进出口总额完成60万美元，同比增长25%。白龙山旅游文化节和岚城面塑艺术节、"激情盛夏文化月"、"金秋十月赏龙山红叶"等活动促进了第三产业产值的增加。现今岚县大力发展马铃薯产业，曾被山西省委省政府授予“马铃薯生产示范基地县”称号。

## 风景文化
- 山西省文物保护单位：秀容古城遗址、隋城遗址
- 国家级非物质文化遗产：岚县面塑
- 山西省非物质文化遗产：岚城面供
- 岚县文物保护单位

### 秀容古城遗址
秀容古城位于岚县县城南一公里，北纬38°15′54″，东经111°40′05″，海拔1178米。始建于西汉高祖三年(前204)，北魏明元帝永兴二年(410)，在汉汾阳县城的基础上建秀容城。古城平面为长方形，东西长1250米，南北宽1000米，城墙基宽24-36米，高13.5米，现存残高3.3-13米。1996年山西省人民政府公布为省级重点文物保护单位。

### 白龙山
位于县城西22公里，海拔2242米。

### 皇姑陵
皇姑陵位于县城东北面的凤候山顶。高10米，直径29米，北魏秀容封国国王尔朱荣之女死后葬于此，墓丘完好，属县级重点文物保护单位。